# Bank of England

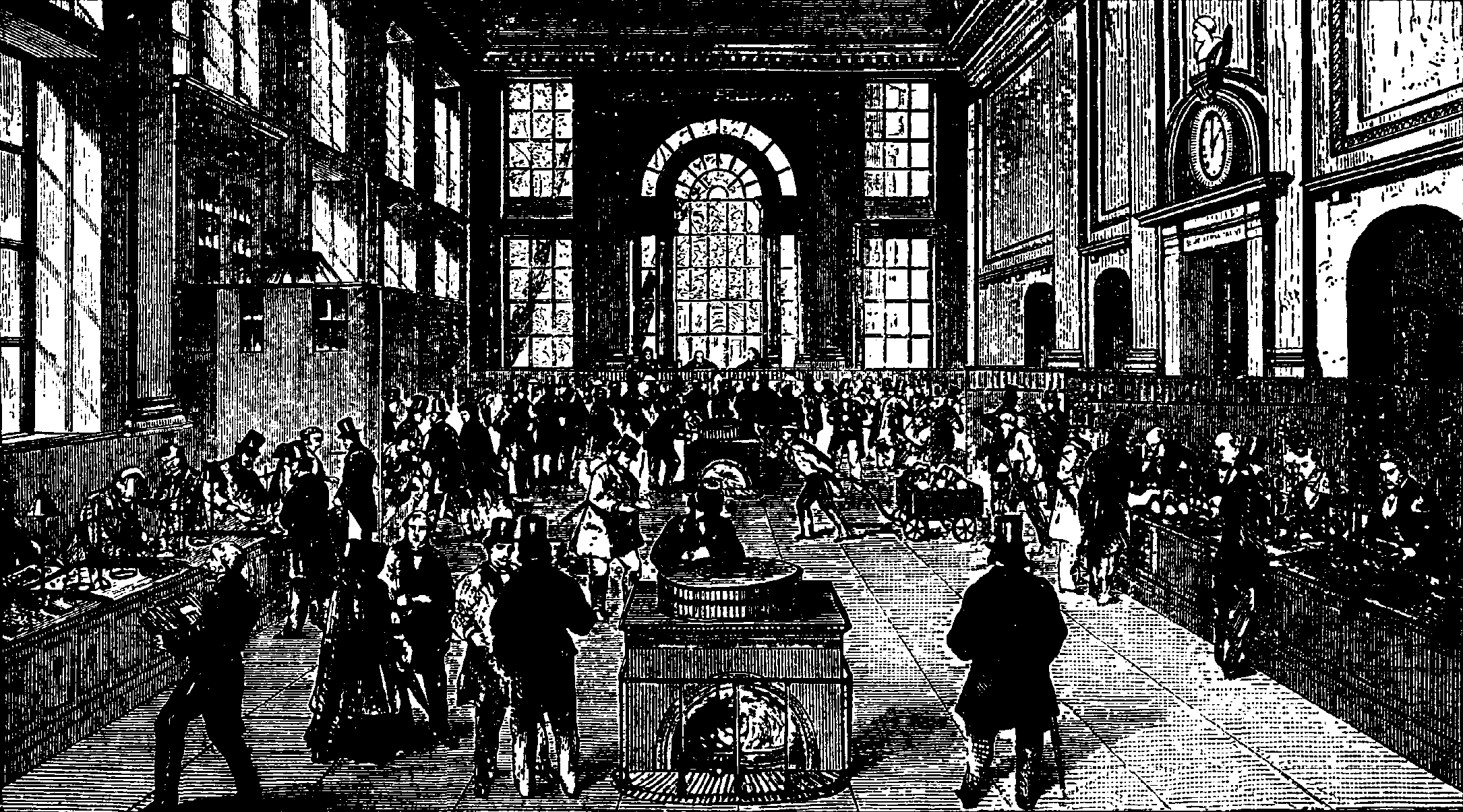
Bank of England, afbeelding uit het Nordisk familjebok

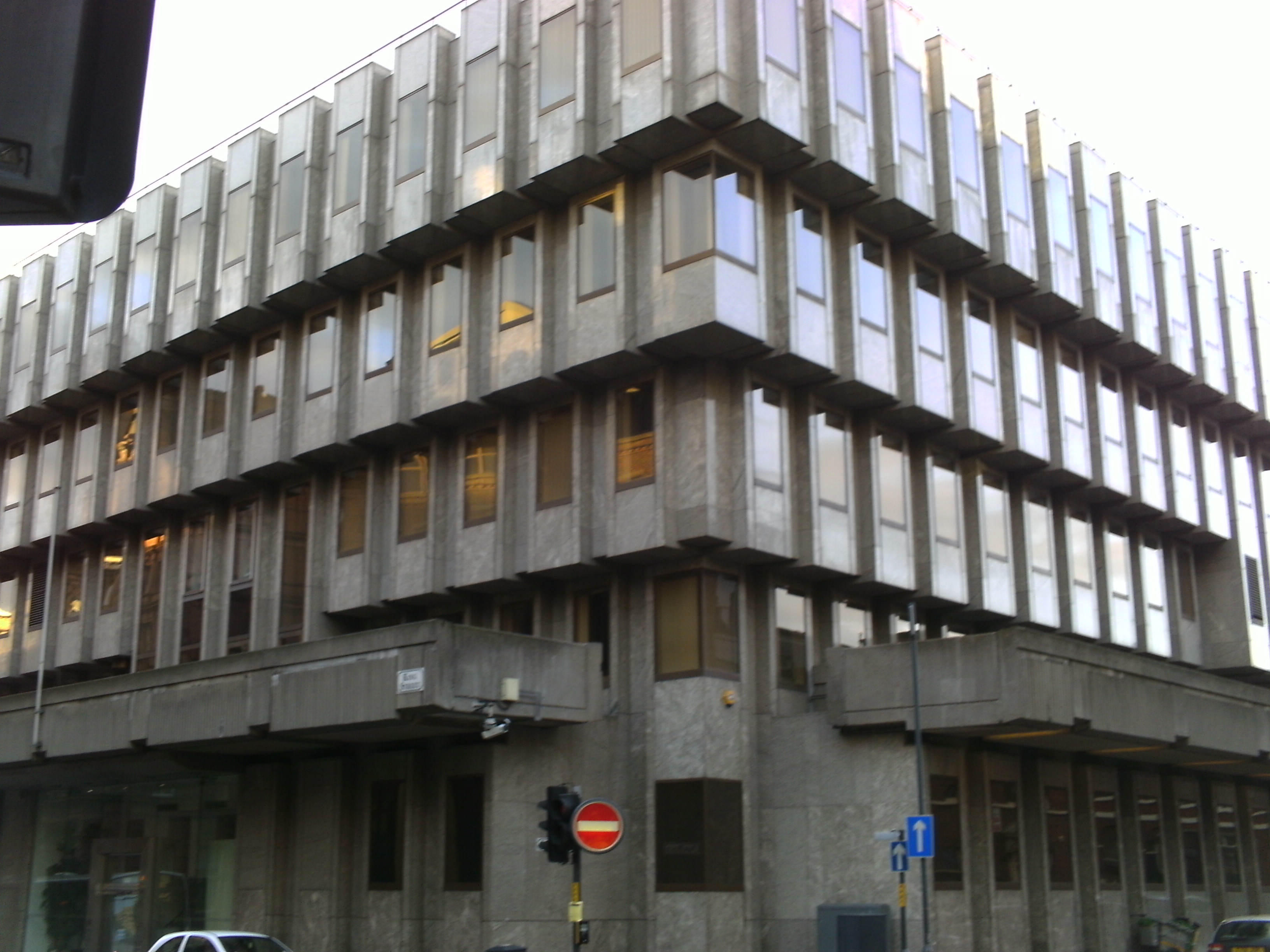
Bank of England, Leeds.

De Bank of England is de centrale bank van het Verenigd Koninkrijk. De bank is gelegen aan Threadneedle Street bij het station Bank van de Londense metro. In de wandeling staat ze ook wel bekend als The old lady of Threadneedle Street. De Bank of England was tot 30 januari 2020 lid van het Europees Stelsel van Centrale Banken.

## Geschiedenis
De Bank of England werd opgericht op 27 juni 1694 als bankier van koning-stadhouder Willem III. Deze erfde van zijn voorgangers een vrijwel failliete staat; bij gebrek aan kredietwaardigheid hadden de Engelse koningen de gewoonte om in geval van geldnood extra belastingen te heffen of in bescherming gegeven rijkdommen te confisqueren. Toen Willem na diverse verloren zeeslagen 1,2 miljoen pond nodig had om oorlog tegen Frankrijk te kunnen voeren, besloot een groep vermogende kooplieden uit Londen en Edinburgh de koning ditmaal voor te zijn en hem het bedrag als lening aan te bieden. Als tegenprestatie zou de koning een rente van jaarlijks 8% betalen. Ook verkreeg de voor dit doel opgerichte bank het recht om bankbiljetten uit te geven, gedekt door de staatsschuld. Dit laatste maakte de onderneming extra lucratief: de Bank of England kon een deel van de staatsschuld, vertegenwoordigd door een bankbiljet, uitlenen, en er voor een tweede maal rente over innen. De oorspronkelijke lening van Willem III is nooit terugbetaald en vormt nog altijd de basis van het Britse geldsysteem.
De bank werd daadwerkelijk actief op 1 augustus 1694. Het had het recht muntgeld te slaan, maar kon ook gewone banktaken uitvoeren als het opnemen van spaartegoeden en het geven van kredieten. De bank was in particuliere handen met de overheid als belangrijkste klant. De Court of Directors was het belangrijkste bestuursorgaan, hierin hadden 24 aandeelhouders een plaats. De leden waren voornamelijk afkomstig uit bankiersfamilies zoals Barings en Grenfell of directeuren van grote handelshuizen. Uit hun midden kozen ze een governor, de eerste was uit een Waalse emigrantenfamilie afkomstige John Houblon, en een deputy governor. Dit waren de enige twee voltijdsbanen, de overige leden waren ongeveer een dag per week aanwezig op de bank. De governor werd voor de periode van een jaar benoemd en er volgde zelden een tweede termijn. Na afloop werd de voormalige governor weer lid van de Court.
In 1725 gaf de bank de eerste bankbiljetten uit die volledig gedekt werden door de goudvoorraad. Sinds 1734 is de bank gevestigd aan de Threadneedle Street in Londen. Het oude bankgebouw werd tussen 1925-1939 vervangen door een nieuw gebouw ontworpen door de architect Sir Herbert Baker.
In 1797 was er een landing van Franse soldaten bij Fishguard in Wales. De invasie werd snel afgeslagen maar leidde tot grote paniek onder de bevolking. Veel mensen trokken naar de bank om hun bankbiljetten om te wisselen in goud. De goudvoorraad slonk aanzienlijk en de regering nam een wet, Bank Restriction Act of 1797, aan die de bank ontsloeg van de verplichting bankbiljetten om te wisselen in goud. Deze restrictie duurde tot 1821.
In 1866 raakte de Overend, Gurney and Company in zware problemen. Deze financiële instelling behoorde tot een van de grote spelers in het land. Het had in korte tijd op grote schaal kredieten verleend, maar de schuldenaren waren niet altijd van goede kwaliteit. De verliezen op deze leningen stapelden zich op. Op 9 mei 1866 vroeg het hulp aan de Bank of England, maar deze weigerde omdat de bank zo goed als failliet was. Een dag later schortte Overend, Gurney and Company de betalingen op. Dit leidde tot grote paniek bij het publiek en zij haalden hun geld van de banken. De Bank of England sprong bij en kreeg van de regering tijdelijk het recht om meer bankbiljetten uit te geven dan aan goud beschikbaar was. Het kocht op grote schaal effecten op waarmee de andere banken geld in handen kregen om aan de spaarders uit te keren. Deze snelle reactie bracht rust in de markt en de Bank of England heeft van het recht om extra bankbiljetten te drukken geen gebruik hoeven maken. Dit was de eerste keer dat de Bank of England als bank der banken optrad.  
Aan het begin van de Eerste Wereldoorlog werd de omwisseling van bankbiljetten in goud onmogelijk gemaakt. Verder kocht de Bank of England op grote schaal obligaties ter financiering van de oorlog. Dit gebeurde in het geheim om het vertrouwen in de regering niet te ondermijnen. Medewerkers van de bank kochten op eigen naam obligaties terwijl deze uit de kas van de Bank of England werden betaald. Werknemers die in het leger vochten, kregen hun bankloon gewoon uitbetaald. Van de medewerkers overleden er 71 in de strijd.
Tussen 1920 en 1944 was Montagu Norman (1871–1950) de governor, niemand anders heeft langer op deze post bij de Bank of England gezeten dan hij. Hij speelde een belangrijke rol bij de wederopbouw van het internationale monetaire systeem na de Eerste Wereldoorlog. Hij was betrokken bij de oprichting van de Bank voor Internationale Betalingen, aanvankelijk met het doel om de Duitse herstelbetalingen te faciliteren. In de Crisis van de jaren 1930 raakte de Bank of England actief betrokken bij de ondersteuning van de Britse industrie. In de laatste jaren van de Tweede Wereldoorlog leverde hij een belangrijke bijdrage aan het globale monetaire en financiële beleid dat vorm kreeg in Systeem van Bretton Woods.

### Nationalisatie
In 1946 werd de Bank of England Act 1946 aangenomen. De bank had zo'n 17.000 particuliere aandeelhouders, maar in dat jaar werden alle aandelen gekocht door de overheid en de bank werd genationaliseerd. De regering kreeg het recht de belangrijkste bestuurders te benoemen zoals de 18 leden van de Court of Directors. De samenstelling van de Court was de governor, een deputy governor en 16 andere leden. Verder kon het de bank aanwijzingen geven met betrekking tot het te voeren beleid, maar van dit recht heeft de regering nooit gebruik gemaakt.

#### Onafhankelijk
Begin mei 1997 kondigde de Labour minister van Financiën, Gordon Brown, een aantal belangrijke wijzigingen aan. De belangrijkste was dat de bank in de toekomst zelfstandig besluiten kon nemen over de te voeren monetaire politiek en dus de hoogte van de rente. De rol van de minister in dit proces werd daarmee geëlimineerd. Deze wijziging was noodzakelijk uit hoofde van Europese afspraken (Verdrag van Maastricht (1992), artikel 107) die de onafhankelijkheid van de centrale banken bij het voeren van het monetair beleid vereist. Op 6 juni 1997 was de eerste bijeenkomst van de Monetary Policy Committee (MPC).
In de Bank of England Act 1998 is wettelijk vastgelegd dat het MPC als enige besluiten neemt over de hoogte van rente om de inflatiedoelstelling van de Britse regering te realiseren. Aanvankelijk was de inflatiedoelstelling 2,5% en dit is later bijgesteld naar 2% toen de berekening van de prijsveranderingen werd aangepast. Als de inflatie meer dan 1% boven of onder de doelstelling uitkomt dan is de bank verplicht een verklaring hierover aan de minister te sturen met daarin ook een voorstel om de situatie te herstellen. Deze bankwet trad op 1 juni 1998 in werking. De regering blijft verantwoordelijk voor het wisselkoersbeleid, maar de bank speelt een belangrijke rol om het beleid in de markt tot uitvoer te brengen.
Op 30 januari 2020 heeft de bank de Europees Stelsel van Centrale Banken (ESCB) verlaten als een gevolg van het vertrek van Verenigd Koninkrijk uit de Europese Unie. De bank had een aandeel van 14,3% in het geplaatste kapitaal van de Europese centrale bank (ECB) en heeft het gestorte kapitaal terug gekregen.

#### Toezicht
De Bank of England was tot 1997 verantwoordelijk voor het toezicht op de banken. In dat jaar ging deze taak over naar een nieuwe organisatie, de Financial Services Authority (FSA) op aandringen van New Labour politici. De transitie was een gevolg van politieke ontevredenheid over het toezicht met de ondergang van Johnson Matthey in 1984, de Bank of Credit and Commerce International (BCCI) in 1991 en Barings Bank in 1995. In 2011 was er weer een omslag. De kredietcrisis had veel banken in grote financiële problemen gebracht, waaronder Northern Rock en Royal Bank of Scotland, die onder toezicht van de FSA stonden. De regering, onder leiding van de Conservatieven, besloten het toezicht weer onder te brengen bij de bank.

## Monetary Policy Committee
De Monetary Policy Committee (MPC) is het belangrijkste orgaan van de bank. Het stelt de hoogte van de officiële rente vast, de Bank of England base rate of kortweg Base Rate. De hoogte van de rente wordt zodanig vastgesteld dat de inflatiedoelstelling, die door de Britse regering is bepaald, wordt gerealiseerd. Het comité bestaat uit negen personen: de Governor, drie Deputy Governors, de hoofdeconoom van de bank en vier externe deskundigen die door de minister van Financiën zijn benoemd. Een vertegenwoordiger van het ministerie van Financiën is ook bij de vergadering aanwezig, maar heeft geen stemrecht.

## Bankbiljetten
Tot aan de 19e eeuw mochten private banken in Engeland hun eigen papiergeld drukken. Met de Bank Charter Act 1844 begon de ontwikkeling die de Bank of England uiteindelijk het monopolie op uitgifte van biljetten zou geven. In 1921 verloor de laatste private bank Fox, Fowler and Company in Engeland dit recht; haar biljetten bleven tot in de jaren 90 geldig. Het monopolie geldt alleen in Engeland: de Bank of Scotland geeft nog steeds bankbiljetten uit.

## Governors
Sinds 1920 zijn governors van de Bank of England:
| governor              | periode   |
| --------------------- | --------- |
| Montagu Norman        | 1920–1944 |
| Thomas Catto          | 1944–1949 |
| Cameron Cobbold       | 1949–1961 |
| Rowland Baring        | 1961–1966 |
| Leslie O'Brien        | 1966–1973 |
| Gordon Richardson     | 1973–1983 |
| Robin Leigh-Pemberton | 1983–1993 |
| Edward George         | 1993–2003 |
| Mervyn King           | 2003–2013 |
| Mark Carney           | 2013–2020 |
| Andrew Bailey         | 2020–     |